# Oliveira dos Brejinhos
Oliveira dos Brejinhos – miasto i gmina w Brazylii, w stanie Bahia. Znajduje się w mezoregionie Centro-Sul Baiano i mikroregionie Boquira.